# María Sánchez Arbós
María Sánchez Arbós (Huesca, 31 de octubre de 1889 – Madrid, 15 de agosto de 1976) fue una maestra y pedagoga española, vinculada a la Institución Libre de Enseñanza.

## Biografía
Hija de Manuel Sánchez Montestruc, secretario del Ayuntamiento de Huesca, y de Paciencia Arbós Campaña. En 1920 se casó con Manuel Ontañón cuyo padre, José Ontañón Arias, era gestor y profesor de la Institución Libre de Enseñanza. El matrimonio tuvo cinco hijos entre ellos la arquitecta María Juana Ontañón.
Realizó estudios de magisterio en la Escuela Normal de Huesca y en la  Escuela Superior de Maestras de Zaragoza, donde obtuvo el título superior de maestra en 1911.
En 1912 superó las oposiciones convocadas por el Rectorado de Madrid obteniendo plaza en la escuela de La Granja de San Ildefonso. La cercanía de esta localidad a Madrid le permitió asistir a conferencias y exposiciones, de manera que durante una visita al Museo Pedagógico Nacional, tuvo ocasión de escuchar a Manuel Bartolomé Cossío comulgando pronto con los ideales de la Institución Libre de Enseñanza. Entre 1915 y 1919 cursó la Especialidad de Letras en la Escuela de Estudios Superiores de Magisterio de Madrid. Durante esos años María Sánchez residió en la Residencia de Señoritas dirigida por María de Maeztu y allí pudo colaborar más directamente con la ILE.

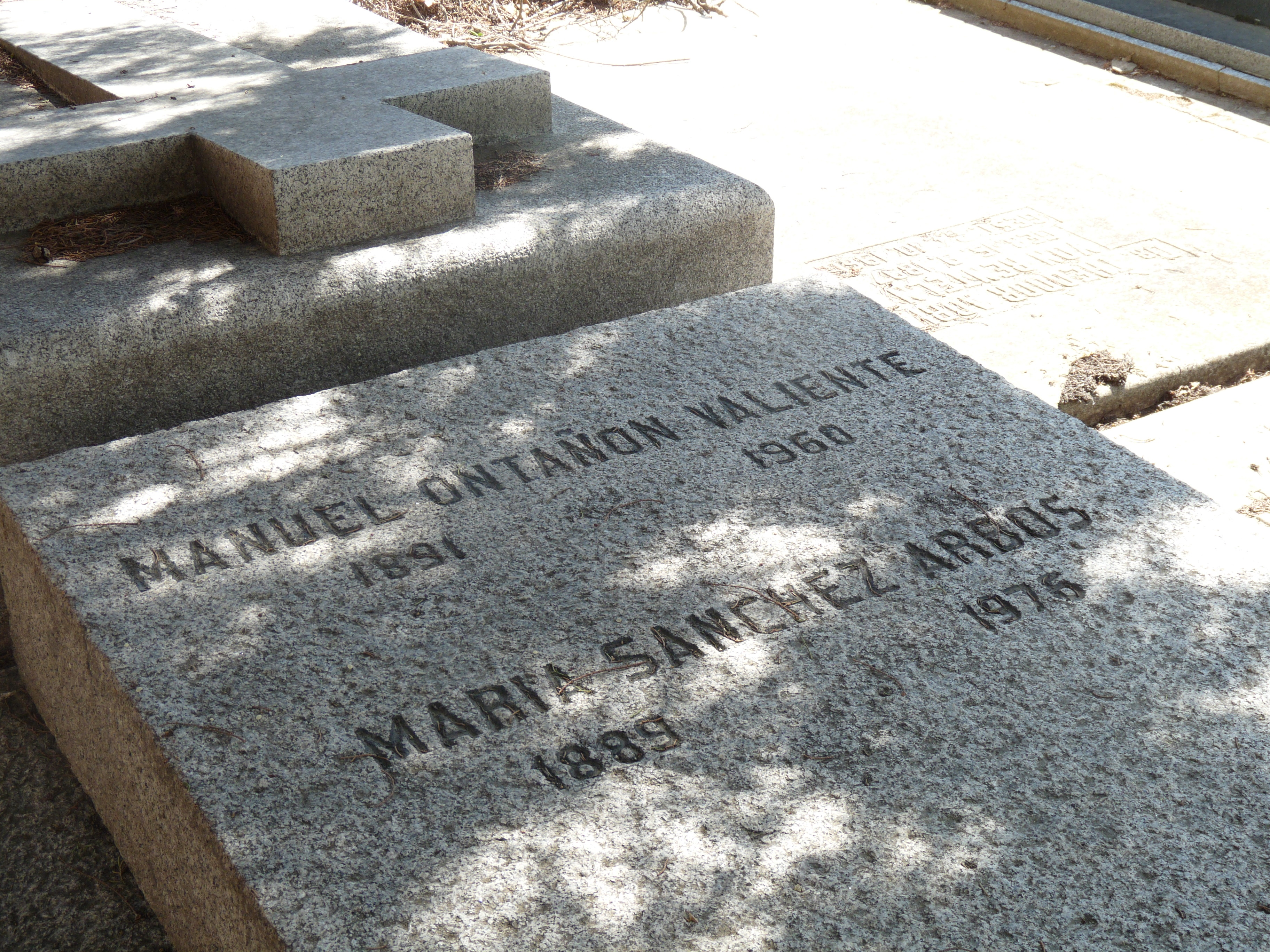
Tumba de María Sánchez Arbós y Manuel Ontañón en el cementerio civil de Madrid

Entre 1920 y 1925 María Sánchez Arbós trabajó en La Laguna (Tenerife) como profesora de la Escuela Normal y del Instituto de Bachillerato. En 1926 se incorporó a la Escuela Normal de Huesca donde permaneció hasta 1930, año en que se trasladó a Madrid para trabajar como maestra en el colegio Menéndez Pelayo y tres años después, como directora, en el Grupo Escolar Francisco Giner donde permaneció hasta 1936
Al finalizar la Guerra Civil Española María Sánchez fue víctima de las depuraciones sufridas por los maestros de la República, siendo encarcelada durante tres meses en 1939. Durante este periodo en la cárcel de Ventas consiguió que en la sección de menores se creara una escuela para las presas más jóvenes. Fue bautizada con el nombre de Escuela de Santa María. También ayudó a su amiga Matilde Landa en la creación de una "oficina de penadas" que daba apoyo legal a las reclusas.  El mobiliario eran unos cajones de madera y una máquina de escribir.
En 1941, después de ser juzgada por un tribunal militar, fue expulsada del cuerpo de maestras y no fue rehabilitada hasta 1952. 
En 1953, tras un breve paso por la escuela de Daganzo (Madrid), no exento de dificultades, María volvió a Madrid para incorporarse al Instituto Isabel La Católica, donde prestó servicio hasta su jubilación en 1959.
En 1961, publicó en México, ante el temor de la censura franquista Mi diario. Era la recopilación y edición de sus notas sobre su práctica educativa entre el 16 de noviembre de 1918 y el 4 de octubre de 1959. La edición tuvo una tirada limitada de apenas 100 ejemplares, destinados a su círculo más cercano. Se compone de una selección de notas que recopiló a lo largo de su vida profesional, transcritas de su cuaderno personal. Estas notas, que abarcan desde 1918 hasta su jubilación en 1959, fueron editadas y recortadas libremente por la autora, conformando el núcleo central de la obra. Además de estas notas, hay una segunda parte compuesta por artículos que Sánchez Arbós había publicado previamente en el Boletín de la Institución Libre de Enseñanza entre 1932 y 1936.

## Reconocimientos
En el 2017 el Ayuntamiento de Madrid le dedicó una calle en el distrito de Valdezarza en reconocimiento de la labor pedagógica de las maestras de la república.

## Publicaciones
- 1961: Mi diario. México: [s. n.], 1961 (Tipografía Mercantil). Reeditado en 1999 y 2006 en Zaragoza (España) por la Caja de Ahorros de la Inmaculada, con una introducción de Victor M. Juan Borroy y Antonio Viñao Frago)

- 1977: Recuerdos de una maestra. En En el centenario de la Institución Libre de Enseñanza (pp, 19-21). Madrid: Tecnos.

- 2007: Una escuela soñada: textos. Edición y estudio introductorio de Elvira Ontañón y Víctor M. Juan Borroy. Madrid: Biblioteca Nueva.